# Nintendo World Championships
Les Nintendo World Championships (en français : Les Championnats du Monde Nintendo) est une compétition de jeu vidéo promu par la firme Nintendo qui a eu lieu dans vingt-neuf villes à travers les États-Unis au cours des années 1990,,,,,,,,. La compétition était basée sur la capacité du joueur à marquer un maximum de points, en trois matchs et sur trois jeux Nintendo Entertainment System (Super Mario Bros., Rad Racer, et Tetris) dans un délai de 6 minutes et 21 secondes,,,.
Cette compétition a été inspirée par le film VideoKid - L'Enfant génial (The Wizard).
Le 13 mai 2015, Nintendo annonce le Nintendo World Championships 2015 via une vidéo sur YouTube. L'édition 2015 aura lieu le 14 juin 2015 à Los Angeles.

## Structure des épreuves régionales
Trois groupes d'âge distincts co-existaient au sein de cette compétition (11 ans et moins, 12 à 17 ans et 18 ans et plus). Les concours régionaux ont eu lieu le week-end. Ils ont commencé le vendredi après-midi et se sont terminés le dimanche soir.
Pendant trois jours, les joueurs se sont qualifiés sur deux tours pour les demi-finales.
Pour le premier tour, les joueurs devaient marquer au moins 175 000 points dans la zone "Pods" pour se qualifier en demi-finales le dimanche soir.
Pour cette finale, les participants devaient s'affronter sur une scène avec sept autres joueurs et marquer au moins 200 000 points.
Le dernier soir, les demi-finalistes sont divisés par groupe d'âge. 100 joueurs tout au plus peuvent jouer en même temps lors de ces épreuves. Les sept meilleurs joueurs de chaque groupe d'âge peuvent ensuite jouer dans un dernier tour sur la scène.
Terry Lee Torok et John Michael Phane sont les commentateurs officiels désignés pour arbitrer le jeu et gérer la foule de joueurs.
Les finalistes de cette première étape gagnent un trophée, 250 dollars et la place tant convoité pour les épreuves Finales à l'Universal Studios Hollywood.

## Structure des épreuves finales
Les épreuves finales se sont tenues de la même manière que les épreuves régionales et ont eu lieu à l'Universal Studios Hollywood, dans le Théâtre Trek Star, qui est maintenant celui qui accueille l'attraction Shrek 4-D.
Trente finalistes de chaque groupe d'âge ont joué une manche pour les sept premières positions. Le groupe des 18 ans et plus a joué en premier, suivi par celui des 11 ans et moins, et enfin par le groupe des 12-17 ans.
Les sept premiers de chaque groupe se sont affrontés et les deux meilleurs ont joués en tête-à-tête pour le titre de leur groupe.

## Jeux
Les participants ont joué avec une cartouche de jeu spécialement conçu pour le concours. Officiellement, un joueur a 6 minutes et 21 secondes à jouer, ce temps est divisé en trois mini-jeux. Le premier mini-jeu de la compétition est de collecter 50 pièces de monnaie dans Super Mario Bros.. Le second mini-jeu est une version de Rad Racer où les joueurs doivent finir une course spécialement créée pour le Championnat du Monde Nintendo. Le mini-jeu final est Tetris, celui-ci dure jusqu'à ce que le temps expire. Une fois ce dernier expiré, le score d'un joueur est totalisé en utilisant la formule suivante :
(score Super Mario Bros.) + (score Rad Racer x 10) + (score Tetris x 25) = score final
Le meilleur score sur Super Mario Bros. est détenu par Jeff Falco avec 2 800 000 points.
Les deux premiers jeux ont été modifiés de sorte qu'un joueur ne pouvait pas obtenir de "Game Over". Dans Super Mario Bros., le joueur reçoit 99 vies, et dans Rad Racer la minuterie dans le jeu est fixé définitivement à 99 secondes. Cependant, en ce qui concerne Tetris, l'empilement d'une ligne de blocs sur le dessus du champ de jeu met fin à la partie prématurément, le joueur ne peut pas redémarrer; le jeu se bloquait sur l'écran "Game Over" jusqu'à ce que le temps 6:21 de la concurrence s'épuise.

## Résultats

### Vainqueurs
Trois titres de Champion du Monde ont été décernés à l'issue de la compétition :
Jeff Hansen a été déclaré vainqueur dans la catégorie 11 ans et moins.
Thor Aackerlund a été déclaré vainqueur dans la catégorie 12-17 ans.
Robert Whiteman a été déclaré vainqueur dans la catégorie 18 ans et plus.
Alors même qu'ils avaient tous les trois étés élus Champions et après que le concours ait pris fin, il y eut une compétition informelle entre les trois gagnants, Thor Aackerlund prit la première place, Jeff Hansen, la deuxième, et Robert Whiteman termina troisième.
Thor Aackerlund est devenu le porte-parole officiel de jeux Camerica Corporation, un concurrent direct de Nintendo, immédiatement après avoir remporté le Championnat Nintendo aux États-Unis.
Jeff Hansen a continué en tant que représentant des États-Unis au Japon pour gagner le titre de champion du monde à Tokyo et de nouveau à Las Vegas pour un match revanche avec le grand champion japonais, Yuichi Suyama.

### Liste complète des finalistes
La liste complète des 80 finalistes de chaque ville pour chaque catégorie d'âge :
| Ville                   | 11 ans et moins         | Entre 12 et 17 ans | 18 ans et plus   |
| ----------------------- | ----------------------- | ------------------ | ---------------- |
| Dallas                  | Peter Carter            | Jeff Baker         | Ray White        |
| Cleveland               | Adam Misosky            | Mike Winzinek      | Darko Tankosic   |
| Philadelphia            | Paul Lee                | Josh Caraciolo     | Vince Kailis     |
| Pittsburgh              | Mike Trogdon            | Phil Evans         | Bruce Trogdon    |
| Detroit                 | Shaun Joyce             | John Wyman         | Chris Dillard    |
| Indianapolis            | Shannon Gresh           | Steven Gingerich   | Chris Holt       |
| Boston                  | David Moreton           | Jason Orlando      | Steve Factor     |
| New York City           | Michael Alex            | Rob Bianco         | Robert Whiteman  |
| Hartford                | Jeremy Wall             | Eric Trinagel      | Mike Ferranti    |
| Chicago                 | Jacob Winch             | Mark Cabanayan     | Kevin Papke      |
| Houston                 | Long Khuu               | Thor Aackerlund    | Marcelo Gonzalez |
| St. Paul                | Andrew Luers            | Curt Thorn         | Pat Kensicki     |
| Oklahoma City           | Heather Martin          | Kevin Gilley       | Pete Florez      |
| Phoenix                 | Justin Grant            | Jeff Bender        | Richard Watson   |
| Seattle                 | Nicholas Membrez-Weiler | Justin Ellstrom    | Eden Stamm       |
| Portland                | Dallas Lang             | Mike Stricklett    | Chris McCormack  |
| Norfolk                 | John Yandle             | Kenny Welch        | Bob Bender       |
| New Jersey              | Jared Cohen             | David Lopez        | Mike Iarossi     |
| Cincinnati              | Reid Somori             | Jeff Brearly       | Tim Ross         |
| Milwaukee               | Jason Brandos           | Tim Drews          | Donna Thomas     |
| Kansas City             | Randy Napier            | Jason Haag         | Alan Von Ah      |
| Oakland                 | Christopher Vu          | Robin Mihara       | Michael Pirring  |
| Los Angeles (Semaine 1) | Michael Scott           | Chris Tang         | Grant Nakata     |
| Los Angeles (Semaine 2) | Al Paung Kanan          | Alan Hong          | Colleen Cardas   |
| Salt Lake City          | Heeth Kell              | Jeff Falco         | David Jachmann   |
| Denver                  | Dustin Durham           | Shannon Webster    | Cassandra Ross   |
| New Orleans             | Johnny Crosby           | Paul Williams      | John Yates       |
| Atlanta                 | Jeremy Tomashek         | Nick Wietlisback   | Joe Somori       |
| Miami                   | Bradley Brunet          | Daniel Raymond     | Erik Aackerlund  |
| Tampa                   | Jeff Hansen             | Rich Ambler        | Rob Minasian     |

## Cartouches
Le concours Nintendo World Championships était basée sur une cartouche NES personnalisée. 90 copies existent et ont été remises aux finalistes après les championnats. Celles ci sont grises avec une étiquette blanche. 26 autres cartouches couleurs or ont été remis comme prix d'un concours du magazine Nintendo Power. Chaque cartouche grise a un numéro unique rendant la cartouche plus facile à suivre et plus difficile à contrefaire. Cependant, les cartouches en or n'ont pas de numéros d'identification uniques et sont donc difficiles à suivre et à authentifier. Les cartes de circuits dans les cartouches gris et or sont identiques. Les deux versions de la cartouche ont des commutateurs DIP sur le devant qui sélectionne le délai du jeu. Pour lire la cartouche, il faut avoir un contrôleur connecté à deux ports et appuyer sur Start sur le contrôleur du deuxième joueur. Pour la compétition, il y avait un interrupteur spécial qui démarrait tous les jeux simultanément.

### Reproduction de cartouches
En 2008, le site retrousb.com a commencé à vendre des reproductions de cartouches du Nintendo World Championships. La cartouche est reproduite presque identique à l'original, avec ses propres commutateurs DIP. Les différences sont que la cartouche est de couleur bleue et a un avertissement afin d'éviter toute confusion avec des cartouches authentiques. Cependant, il est plus lent sur les systèmes PAL, le délai est donc augmenté. Le jeu est également livré avec un manuel imprimé au laser avec des astuces et des conseils ; par exemple, qu'un joueur Tetris devrait créer le plus de lignes continues le plus rapidement possible.

### Objets de collection
La cartouche de jeu du Nintendo World Championships de 1990 est considéré comme la cartouche NES la plus précieuse et la plus rare jamais sorti, avec en seconde place seulement la version NTSC du Stadium Events. Parce que moins de cartouches d'or ont été fabriqués, elles sont plus rares et valent plus que les cartouches grises. La version en or a été décrit comme le « Saint Graal » des collections de jeu de console, au même titre que d'autres articles de collection, comme le T206 Honus Wagner, les cartes de baseball, ou la bande dessinée Action Comics 1,,.
Le 18 mars 2007, une liste d'enchères en ligne est apparu dans laquelle une cartouche semblait avoir été incluse par inadvertance dans une vente de 24 jeux NES. Selon la vente aux enchères, un père vendait les biens de son fils défunt. La vente aux enchères a pris fin à 21 400 $, des collectionneurs ont spéculé que ni l'inscription ni les soumissions n'étaient légitimes,,. En 2008, une cartouche a été vendu pour 15,000 $, et la copie suivante a fait surface et a été vendu pour 17 500 $ en juin 2009. En décembre 2009, une copie a été vendue aux enchères sur eBay dans le cadre d'une vente de charité pour World Vision International; l'enchère s'est finie à 13 600 $. Le meilleur offrant a oublié de payer et la cartouche a été vendue à un particulier pour 18 000 $.

### Enchères de 2014
Le 26 janvier 2014, une copie du jeu dans un état «acceptable» est vendue sur eBay pour 17 500 $ par les collectionneurs de jeux, les frères Mark et Matt Nolan,. Peu de temps avant la fin de cette vente aux enchères, une copie du jeu apparu sur eBay le 24 janvier avec la première offre à 4 999 $. L'appel d'offre atteignît 99 902 $, mais le plus offrant a par la suite refusé de payer, prétextant que son fils de deux ans a fait l'offre accidentellement.
Le 25 janvier 2014, un troisième exemplaire du jeu apparue sur eBay avec la première offre à 4 999 $, et une offre finale de 20 200 $. Un quatrième exemplaire a été offert sur eBay plus tard en janvier 2014, une cartouche d'or plus rare cette fois. Encore une fois, il y avait un prix de départ de 4 999 $ et a finalement atteint 100 088 $.